# Gle Grotee
Gle Grotee är ett berg i Indonesien.   Det ligger i provinsen Aceh, i den västra delen av landet, 1 800 km nordväst om huvudstaden Jakarta. Toppen på Gle Grotee är 425 meter över havet.
Terrängen runt Gle Grotee är varierad. Havet är nära Gle Grotee västerut.Runt Gle Grotee är det ganska glesbefolkat, med 43 invånare per kvadratkilometer.